# Coenraad van Beuningen
Coenraad van Beuningen, född 7 januari 1622 i Amsterdam, död 26 oktober 1693 i Amsterdam, var en nederländsk diplomat, politiker och borgmästare i Amsterdam under den nederländska stormaktstiden. Han var en inflytelserik förhandlare i flera internationella frågor och spelade en betydande roll i Republiken Förenade Nederländernas politiska liv, särskilt under 1600-talets andra hälft.

## Biografi

### Uppväxt och utbildning
Coenraad van Beuningen föddes i en framstående köpmannafamilj i Amsterdam. Fadern, Dirck van Beuningen, var engagerad i handel och finansiella transaktioner. Coenraad fick en gedigen utbildning och visade tidigt intresse för politik, ekonomi och diplomati.

### Politisk och diplomatisk karriär
Van Beuningen inledde sin karriär inom Republiken Förenade Nederländernas administration och blev snart känd för sina diplomatiska färdigheter. Han deltog i flera viktiga förhandlingar, bland annat fredsförhandlingar i samband med olika väpnade konflikter mellan de europeiska stormakterna. Tack vare sina insikter i internationella relationer utsågs han 1669 till borgmästare i Amsterdam, ett ämbete som han innehade vid flera tillfällen.
Som borgmästare bidrog van Beuningen till att stärka Amsterdams position som ett ledande handels- och finanscentrum i Europa. Han spelade en nyckelroll i stadens ekonomiska politik och samarbetade ofta med representanter för andra nederländska städer, såsom Rotterdam, Leiden och Haarlem, för att upprätthålla den ekonomiska och politiska stabiliteten i landet.

### Sista år och eftermäle
Mot slutet av sitt liv hamnade van Beuningen i ekonomiska svårigheter och plågades av psykiska problem. Han sålde många av sina tillgångar och drog sig tillbaka från det politiska livet. Under sina sista år blev han alltmer excentrisk, och enligt samtida vittnesmål ska han ha lämnat mystiska symboler och meddelanden på byggnader i Amsterdam.
Coenraad van Beuningen avled den 26 oktober 1693 i sin hemstad Amsterdam. Trots att hans senare år överskuggades av personliga motgångar och kontroverser, räknas han som en av de mest framstående politiska gestalterna i Amsterdam under den nederländska stormaktstiden. Hans förhandlingsförmåga och ledarskap bidrog till att befästa stadens internationella inflytande och är fortfarande föremål för historisk forskning.